# Ligue A de la Ligue des nations de l'UEFA 2018-2019
Navigation
Ligue A 2020-2021
La Ligue A de la Ligue des nations 2018-2019 est la première division de la Ligue des nations 2018-2019, première édition d'une compétition impliquant les équipes nationales masculines des 55 associations membres de l'UEFA.

## Format
La Ligue A se compose des associations classées de la première à la douzième place au Coefficient UEFA des nations, et se divise en quatre groupes de trois équipes. Les vainqueurs de chaque groupe se qualifient pour la phase finale de la Ligue des nations. Initialement, les équipes classées troisièmes de chaque groupe étaient reléguées en Ligue B, mais un changement dans le format de l'édition 2020-2021 décidé en septembre 2019 annule ces relégations.
La phase finale prend place durant le mois de juin 2019, sous la forme d'un tournoi à élimination directe avec deux demi-finales, un match pour la troisième place et une finale. Le vainqueur de la finale est désigné champion de la compétition.
Par ailleurs, la Ligue A permet l'attribution d'une des quatre places qualificatives pour le Championnat d'Europe de football 2021 par le biais de barrages : les quatre équipes de ligue A les mieux classées ayant échoué à la qualification à l'issue de la phase éliminatoire de l'Euro 2021 prennent part à des barrages, dont le vainqueur sera qualifié pour la compétition.
Si moins de quatre équipes de la Ligue A ont échoué à se qualifier pour le Championnat d'Europe (via les éliminatoires classiques), les places restantes sont attribuées à l'équipe (ou aux équipes) suivante(s) la(les) mieux classée(s) de la ligue B, etc.
Les barrages consistent en deux demi-finales en confrontation unique qui voient, dans chaque ligue, l'équipe la mieux classée affronter la quatrième équipe la mieux classée, et la deuxième équipe la mieux classée affronter la troisième équipe la mieux classée, les matchs se jouant sur le terrain du meilleur classé ; suivies d'une finale entre les deux vainqueurs des demi-finales.

### Tirage au sort
Les équipes sont attribuées à la Ligue A en fonction de leur coefficient UEFA à l'issue de la phase de groupes des Éliminatoires de la Coupe du monde 2018 le 11 octobre 2017. Elles sont réparties en trois chapeaux de quatre équipes, placées selon leur coefficient UEFA.
Le tirage au sort de la phase de ligue a lieu au SwissTech Convention Center de Lausanne, le 24 janvier 2018.
| Équipe    | Coeff  | Classement |
| --------- | ------ | ---------- |
| Allemagne | 40,747 | 1          |
| Portugal  | 38,655 | 2          |
| Belgique  | 38,123 | 3          |
| Espagne   | 37,311 | 4          |

| Équipe     | Coeff  | Classement |
| ---------- | ------ | ---------- |
| France     | 36,617 | 5          |
| Angleterre | 36,231 | 6          |
| Suisse     | 34,986 | 7          |
| Italie     | 34,426 | 8          |

| Équipe   | Coeff  | Classement |
| -------- | ------ | ---------- |
| Pologne  | 32,982 | 9          |
| Islande  | 31,155 | 10         |
| Croatie  | 31,139 | 11         |
| Pays-Bas | 29,866 | 12         |

## Groupes
Légende des classements
- Qualifiée pour la phase finale

### Groupe 1
| Rang | Équipe    | Pts | J | G | N | P | Bp | Bc | Diff |  | Résultats (▼ dom., ► ext.) |     |     |     |
| ---- | --------- | --- | - | - | - | - | -- | -- | ---- |  | -------------------------- | --- | --- | --- |
| 1    | Pays-Bas  | 7   | 4 | 2 | 1 | 1 | 8  | 4  | +4   |  | Pays-Bas                   |     | 2-0 | 3-0 |
| 2    | France    | 7   | 4 | 2 | 1 | 1 | 4  | 4  | 0    |  | France                     | 2-1 |     | 2-1 |
| 3    | Allemagne | 2   | 4 | 0 | 2 | 2 | 3  | 7  | -4   |  | Allemagne                  | 2-2 | 0-0 |     |

| 1re journée                 | Allemagne | 0 - 0 | France | Allianz Arena, Munich                           |                                                 |
| 6 septembre 2018 20:45 CEST |           |       |        | Spectateurs : 67 485 Arbitrage : Daniele Orsato | Spectateurs : 67 485 Arbitrage : Daniele Orsato |
| 6 septembre 2018 20:45 CEST | Rapport   |       |        | Spectateurs : 67 485 Arbitrage : Daniele Orsato | Spectateurs : 67 485 Arbitrage : Daniele Orsato |

| 2e journée                  | France                                      | 2 - 1   | Pays-Bas          | Stade de France, Saint-Denis                              |                                                           |
| 9 septembre 2018 20:45 CEST | ( Matuidi) Mbappé 14e · ( Mendy) Giroud 75e | (1 - 0) | 67e Babel (Tete ) | Spectateurs : 76 452 Arbitrage : Alberto Undiano Mallenco | Spectateurs : 76 452 Arbitrage : Alberto Undiano Mallenco |
| 9 septembre 2018 20:45 CEST | Rapport                                     |         |                   | Spectateurs : 76 452 Arbitrage : Alberto Undiano Mallenco | Spectateurs : 76 452 Arbitrage : Alberto Undiano Mallenco |

| 3e journée                 | Pays-Bas                                                        | 3 - 0   | Allemagne | Johan Cruijff ArenA, Amsterdam                |                                               |
| 13 octobre 2018 20:45 CEST | Virgil 30e · ( Promes) Memphis 86e · ( Memphis) Wijnaldum 90+3e | (1 - 0) |           | Spectateurs : 52 536 Arbitrage : Cüneyt Çakır | Spectateurs : 52 536 Arbitrage : Cüneyt Çakır |
| 13 octobre 2018 20:45 CEST | Rapport                                                         |         |           | Spectateurs : 52 536 Arbitrage : Cüneyt Çakır | Spectateurs : 52 536 Arbitrage : Cüneyt Çakır |

| 4e journée                 | France                                            | 2 - 1   | Allemagne        | Stade de France, Saint-Denis                   |                                                |
| 16 octobre 2018 20:45 CEST | ( Hernández) Griezmann 62e · Griezmann 80e (pen.) | (0 - 1) | 14e (pen.) Kroos | Spectateurs : 75 000 Arbitrage : Milorad Mažić | Spectateurs : 75 000 Arbitrage : Milorad Mažić |
| 16 octobre 2018 20:45 CEST | Rapport                                           |         |                  | Spectateurs : 75 000 Arbitrage : Milorad Mažić | Spectateurs : 75 000 Arbitrage : Milorad Mažić |

| 5e journée                 | Pays-Bas                             | 2 - 0   | France | De Kuip, Rotterdam                              |                                                 |
| 16 novembre 2018 20:45 CET | Wijnaldum 44e · Memphis 90+6e (pen.) | (1 - 0) |        | Spectateurs : 47 000 Arbitrage : Anthony Taylor | Spectateurs : 47 000 Arbitrage : Anthony Taylor |
| 16 novembre 2018 20:45 CET | Rapport                              |         |        | Spectateurs : 47 000 Arbitrage : Anthony Taylor | Spectateurs : 47 000 Arbitrage : Anthony Taylor |

| 6e journée                 | Allemagne                               | 2 - 2   | Pays-Bas                             | Veltins-Arena, Gelsenkirchen                    |                                                 |
| 19 novembre 2018 20:45 CET | ( Gnabry) Werner 9e · ( Kroos) Sané 20e | (2 - 0) | 85e Promes · 90+1e Virgil (de Roon ) | Spectateurs : 42 186 Arbitrage : Ovidiu Haţegan | Spectateurs : 42 186 Arbitrage : Ovidiu Haţegan |
| 19 novembre 2018 20:45 CET | Rapport                                 |         |                                      | Spectateurs : 42 186 Arbitrage : Ovidiu Haţegan | Spectateurs : 42 186 Arbitrage : Ovidiu Haţegan |

### Groupe 2
| Rang | Équipe   | Pts | J | G | N | P | Bp | Bc | Diff |  | Résultats (▼ dom., ► ext.) |     |     |     |
| ---- | -------- | --- | - | - | - | - | -- | -- | ---- |  | -------------------------- | --- | --- | --- |
| 1    | Suisse   | 9   | 4 | 3 | 0 | 1 | 14 | 5  | +9   |  | Suisse                     |     | 5-2 | 6-0 |
| 2    | Belgique | 9   | 4 | 3 | 0 | 1 | 9  | 6  | +3   |  | Belgique                   | 2-1 |     | 2-0 |
| 3    | Islande  | 0   | 4 | 0 | 0 | 4 | 1  | 13 | -12  |  | Islande                    | 1-2 | 0-3 |     |

| 1re journée                 | Suisse | 6 - 0   | Islande | Kybunpark, Saint-Gall                           |                                                 |
| 8 septembre 2018 18:00 CEST | ( Rodríguez) Zuber 13e · ( Schär) Zakaria 23e · Shaqiri 53e · ( Schär) Seferović 67e · ( Seferović) Ajeti 71e · ( Zakaria) Mehmedi 82e | (2 - 0) |         | Spectateurs : 14 912 Arbitrage : Michael Oliver | Spectateurs : 14 912 Arbitrage : Michael Oliver |
| 8 septembre 2018 18:00 CEST | Rapport |         |         | Spectateurs : 14 912 Arbitrage : Michael Oliver | Spectateurs : 14 912 Arbitrage : Michael Oliver |

| 2e journée                   | Islande | 0 - 3   | Belgique                                                        | Laugardalsvöllur, Reykjavik                      |                                                  |
| 11 septembre 2018 20:45 CEST |         | (0 - 2) | 29e (pen.) E. Hazard · 31e R. Lukaku · 81e R. Lukaku (Mertens ) | Spectateurs : 9 767 Arbitrage : Sergueï Karassev | Spectateurs : 9 767 Arbitrage : Sergueï Karassev |
| 11 septembre 2018 20:45 CEST | Rapport |         |                                                                 | Spectateurs : 9 767 Arbitrage : Sergueï Karassev | Spectateurs : 9 767 Arbitrage : Sergueï Karassev |

| 3e journée                 | Belgique                                            | 2 - 1   | Suisse                   | Stade Roi Baudouin, Bruxelles                        |                                                      |
| 12 octobre 2018 20:45 CEST | ( Meunier) R. Lukaku 58e · ( Mertens) R. Lukaku 84e | (0 - 0) | 76e Gavranović (Elvedi ) | Spectateurs : 39 049 Arbitrage : Antonio Mateu Lahoz | Spectateurs : 39 049 Arbitrage : Antonio Mateu Lahoz |
| 12 octobre 2018 20:45 CEST | Rapport                                             |         |                          | Spectateurs : 39 049 Arbitrage : Antonio Mateu Lahoz | Spectateurs : 39 049 Arbitrage : Antonio Mateu Lahoz |

| 4e journée                 | Islande         | 1 - 2   | Suisse                                       | Laugardalsvöllur, Reykjavik                    |                                                |
| 15 octobre 2018 20:45 CEST | Finnbogason 81e | (0 - 0) | 52e Seferović (Xhaka ) · 67e Lang (Shaqiri ) | Spectateurs : 8 663 Arbitrage : Andreas Ekberg | Spectateurs : 8 663 Arbitrage : Andreas Ekberg |
| 15 octobre 2018 20:45 CEST | Rapport         |         |                                              | Spectateurs : 8 663 Arbitrage : Andreas Ekberg | Spectateurs : 8 663 Arbitrage : Andreas Ekberg |

| 5e journée                 | Belgique                                 | 2 - 0   | Islande | Stade Roi Baudouin, Bruxelles                  |                                                |
| 15 novembre 2018 20:45 CET | ( Meunier) Batshuayi 65e · Batshuayi 81e | (0 - 0) |         | Spectateurs : 28 891 Arbitrage : Orel Grinfeld | Spectateurs : 28 891 Arbitrage : Orel Grinfeld |
| 15 novembre 2018 20:45 CET | Rapport                                  |         |         | Spectateurs : 28 891 Arbitrage : Orel Grinfeld | Spectateurs : 28 891 Arbitrage : Orel Grinfeld |

| 6e journée                 | Suisse | 5 - 2   | Belgique                                  | Swissporarena, Lucerne                          |                                                 |
| 18 novembre 2018 20:45 CET | Rodríguez 26e (pen.) · ( Shaqiri) Seferović 31e · ( Fernandes) Seferović 44e · ( Shaqiri) Elvedi 62e · ( Mbabu) Seferović 84e | (3 - 2) | 2e T. Hazard · 17e T. Hazard (Tielemans ) | Spectateurs : 17 800 Arbitrage : Daniele Orsato | Spectateurs : 17 800 Arbitrage : Daniele Orsato |
| 18 novembre 2018 20:45 CET | Rapport |         |                                           | Spectateurs : 17 800 Arbitrage : Daniele Orsato | Spectateurs : 17 800 Arbitrage : Daniele Orsato |

### Groupe 3
| Rang | Équipe   | Pts | J | G | N | P | Bp | Bc | Diff |  | Résultats (▼ dom., ► ext.) |     |     |     |
| ---- | -------- | --- | - | - | - | - | -- | -- | ---- |  | -------------------------- | --- | --- | --- |
| 1    | Portugal | 8   | 4 | 2 | 2 | 0 | 5  | 3  | +2   |  | Portugal                   |     | 1-0 | 1-1 |
| 2    | Italie   | 5   | 4 | 1 | 2 | 1 | 2  | 2  | 0    |  | Italie                     | 0-0 |     | 1-1 |
| 3    | Pologne  | 2   | 4 | 0 | 2 | 2 | 4  | 6  | -2   |  | Pologne                    | 2-3 | 0-1 |     |

| 1re journée                 | Italie              | 1 - 1   | Pologne                      | Stade Renato-Dall'Ara, Bologne                |                                               |
| 7 septembre 2018 20:45 CEST | Jorginho 78e (pen.) | (0 - 1) | 40e Zieliński (Lewandowski ) | Spectateurs : 24 000 Arbitrage : Felix Zwayer | Spectateurs : 24 000 Arbitrage : Felix Zwayer |
| 7 septembre 2018 20:45 CEST | Rapport             |         |                              | Spectateurs : 24 000 Arbitrage : Felix Zwayer | Spectateurs : 24 000 Arbitrage : Felix Zwayer |

| 2e journée                   | Portugal              | 1 - 0   | Italie | Stade de Luz, Lisbonne                         |                                                |
| 10 septembre 2018 20:45 CEST | ( Bruma) A. Silva 48e | (0 - 0) |        | Spectateurs : 52 635 Arbitrage : Willie Collum | Spectateurs : 52 635 Arbitrage : Willie Collum |
| 10 septembre 2018 20:45 CEST | Rapport               |         |        | Spectateurs : 52 635 Arbitrage : Willie Collum | Spectateurs : 52 635 Arbitrage : Willie Collum |

| 3e journée                 | Pologne                                    | 2 - 3   | Portugal                                              | Stade de Silésie, Chorzów                                |                                                          |
| 11 octobre 2018 20:45 CEST | ( Kurzawa) Piątek 18e · Błaszczykowski 77e | (1 - 2) | 32e A. Silva (Pizzi ) · 43e (csc) Glik · 52e B. Silva | Spectateurs : 48 783 Arbitrage : Carlos del Cerro Grande | Spectateurs : 48 783 Arbitrage : Carlos del Cerro Grande |
| 11 octobre 2018 20:45 CEST | Rapport                                    |         |                                                       | Spectateurs : 48 783 Arbitrage : Carlos del Cerro Grande | Spectateurs : 48 783 Arbitrage : Carlos del Cerro Grande |

| 4e journée                 | Pologne | 0 - 1   | Italie                   | Stade de Silésie, Chorzów                      |                                                |
| 14 octobre 2018 20:45 CEST |         | (0 - 0) | 90+2e Biraghi (Lasagna ) | Spectateurs : 41 692 Arbitrage : Damir Skomina | Spectateurs : 41 692 Arbitrage : Damir Skomina |
| 14 octobre 2018 20:45 CEST | Rapport |         |                          | Spectateurs : 41 692 Arbitrage : Damir Skomina | Spectateurs : 41 692 Arbitrage : Damir Skomina |

| 5e journée                 | Italie  | 0 - 0 | Portugal | Stade San Siro, Milan                           |                                                 |
| 17 novembre 2018 20:45 CET |         |       |          | Spectateurs : 73 000 Arbitrage : Danny Makkelie | Spectateurs : 73 000 Arbitrage : Danny Makkelie |
| 17 novembre 2018 20:45 CET | Rapport |       |          | Spectateurs : 73 000 Arbitrage : Danny Makkelie | Spectateurs : 73 000 Arbitrage : Danny Makkelie |

| 6e journée                 | Portugal                       | 1 - 1   | Pologne          | Stade D. Afonso Henriques, Guimarães              |                                                   |
| 20 novembre 2018 20:45 CET | ( Renato Sanches) A. Silva 33e | (1 - 0) | 66e (pen.) Milik | Spectateurs : 29 917 Arbitrage : Sergueï Karassev | Spectateurs : 29 917 Arbitrage : Sergueï Karassev |
| 20 novembre 2018 20:45 CET | Rapport                        |         |                  | Spectateurs : 29 917 Arbitrage : Sergueï Karassev | Spectateurs : 29 917 Arbitrage : Sergueï Karassev |

### Groupe 4
| Rang | Équipe     | Pts | J | G | N | P | Bp | Bc | Diff |  | Résultats (▼ dom., ► ext.) |     |     |     |
| ---- | ---------- | --- | - | - | - | - | -- | -- | ---- |  | -------------------------- | --- | --- | --- |
| 1    | Angleterre | 7   | 4 | 2 | 1 | 1 | 6  | 5  | +1   |  | Angleterre                 |     | 1-2 | 2-1 |
| 2    | Espagne    | 6   | 4 | 2 | 0 | 2 | 12 | 7  | +5   |  | Espagne                    | 2-3 |     | 6-0 |
| 3    | Croatie    | 4   | 4 | 1 | 1 | 2 | 4  | 10 | -6   |  | Croatie                    | 0-0 | 3-2 |     |

| 1re journée                 | Angleterre           | 1 - 2   | Espagne                                     | Stade de Wembley, Londres                       |                                                 |
| 8 septembre 2018 20:45 CEST | ( Shaw) Rashford 11e | (1 - 2) | 13e Saúl (Rodrigo ) · 32e Rodrigo (Thiago ) | Spectateurs : 81 392 Arbitrage : Danny Makkelie | Spectateurs : 81 392 Arbitrage : Danny Makkelie |
| 8 septembre 2018 20:45 CEST | Rapport              |         |                                             | Spectateurs : 81 392 Arbitrage : Danny Makkelie | Spectateurs : 81 392 Arbitrage : Danny Makkelie |

| 2e journée                   | Espagne | 6 - 0   | Croatie | Estadio Manuel Martínez Valero, Elche           |                                                 |
| 11 septembre 2018 20:45 CEST | ( Carvajal) Saúl 24e · Asensio 33e · Kalinić 35e (csc) · ( Asensio) Rodrigo 49e · ( Asensio) Ramos 57e · ( Asensio) Isco 70e | (3 - 0) |         | Spectateurs : 26 900 Arbitrage : Benoît Bastien | Spectateurs : 26 900 Arbitrage : Benoît Bastien |
| 11 septembre 2018 20:45 CEST | Rapport |         |         | Spectateurs : 26 900 Arbitrage : Benoît Bastien | Spectateurs : 26 900 Arbitrage : Benoît Bastien |

| 3e journée                 | Croatie | 0 - 0 | Angleterre | Stade Kantrida, Rijeka                  |                                         |
| 12 octobre 2018 20:45 CEST |         |       |            | Spectateurs : 0 Arbitrage : Felix Brych | Spectateurs : 0 Arbitrage : Felix Brych |
| 12 octobre 2018 20:45 CEST | Rapport |       |            | Spectateurs : 0 Arbitrage : Felix Brych | Spectateurs : 0 Arbitrage : Felix Brych |

| 4e journée                 | Espagne                                          | 2 - 3   | Angleterre                                                             | Stade Benito-Villamarín, Séville                  |                                                   |
| 15 octobre 2018 20:45 CEST | ( Asensio) Alcácer 58e · ( Ceballos) Ramos 90+8e | (0 - 3) | 16e Sterling (Rashford ) · 30e Rashford (Kane ) · 38e Sterling (Kane ) | Spectateurs : 50 355 Arbitrage : Szymon Marciniak | Spectateurs : 50 355 Arbitrage : Szymon Marciniak |
| 15 octobre 2018 20:45 CEST | Rapport                                          |         |                                                                        | Spectateurs : 50 355 Arbitrage : Szymon Marciniak | Spectateurs : 50 355 Arbitrage : Szymon Marciniak |

| 5e journée                 | Croatie                                                       | 3 - 2   | Espagne                                 | Stade Maksimir, Zagreb                            |                                                   |
| 15 novembre 2018 20:45 CET | ( Perišić) Kramarić 54e · ( Modrić) Jedvaj 69e · Jedvaj 90+3e | (0 - 0) | 56e Ceballos (Isco ) · 78e (pen.) Ramos | Spectateurs : 33 018 Arbitrage : Alexeï Koulbakov | Spectateurs : 33 018 Arbitrage : Alexeï Koulbakov |
| 15 novembre 2018 20:45 CET | Rapport                                                       |         |                                         | Spectateurs : 33 018 Arbitrage : Alexeï Koulbakov | Spectateurs : 33 018 Arbitrage : Alexeï Koulbakov |

| 6e journée                 | Angleterre                                 | 2 - 1   | Croatie      | Stade de Wembley, Londres                           |                                                     |
| 18 novembre 2018 15:00 CET | ( Kane) Lingard 78e · ( Chilwell) Kane 85e | (0 - 0) | 57e Kramarić | Spectateurs : 78 221 Arbitrage : Tasos Sidiropoulos | Spectateurs : 78 221 Arbitrage : Tasos Sidiropoulos |
| 18 novembre 2018 15:00 CET | Rapport                                    |         |              | Spectateurs : 78 221 Arbitrage : Tasos Sidiropoulos | Spectateurs : 78 221 Arbitrage : Tasos Sidiropoulos |

## Classement général
Légende des classements
- Qualifié pour la phase finale et au minimum pour les barrages des éliminatoires de l'Euro 2020

| Classement final de la phase de groupe Mise à jour : 20 novembre 2018, après la phase de groupe. \| Ligue A \| Ligue A \| Ligue A \| Ligue A \| Ligue A \| Ligue A \| Ligue A \| Ligue A \| Ligue A \| Ligue A \| Ligue A \| \| Rang \| Nation \| Parcours \| Gr. \| MJ \| G \| N \| P \| Pts \| Bp \| Bc \| \| ------- \| ---------- \| ------------------------------- \| ------- \| ------- \| ------- \| ------- \| ------- \| ------- \| ------- \| ------- \| \| 1re \| Suisse \| Meilleur premier de groupe \| 2 \| 4 \| 3 \| 0 \| 1 \| 9 \| 14 \| 5 \| \| 2e \| Portugal \| 2e meilleur premier de groupe \| 3 \| 4 \| 2 \| 2 \| 0 \| 8 \| 5 \| 3 \| \| 3e \| Pays-Bas \| 3e meilleur premier de groupe \| 1 \| 4 \| 2 \| 1 \| 1 \| 7 \| 8 \| 4 \| \| 4e \| Angleterre \| 4e meilleur premier de groupe \| 4 \| 4 \| 2 \| 1 \| 1 \| 7 \| 6 \| 5 \| \| \| \| \| \| \| \| \| \| \| \| \| \| 5e \| Belgique \| Meilleur deuxième de groupe \| 2 \| 4 \| 3 \| 0 \| 1 \| 9 \| 9 \| 6 \| \| 6e \| France \| 2e meilleur deuxième de groupe \| 1 \| 4 \| 2 \| 1 \| 1 \| 7 \| 4 \| 4 \| \| 7e \| Espagne \| 3e meilleur deuxième de groupe \| 4 \| 4 \| 2 \| 0 \| 2 \| 6 \| 12 \| 7 \| \| 8e \| Italie \| 4e meilleur deuxième de groupe \| 3 \| 4 \| 1 \| 2 \| 1 \| 5 \| 2 \| 2 \| \| \| \| \| \| \| \| \| \| \| \| \| \| 9e \| Croatie \| Meilleur troisième de groupe \| 4 \| 4 \| 1 \| 1 \| 2 \| 4 \| 4 \| 10 \| \| 10e \| Pologne \| 2e meilleur troisième de groupe \| 3 \| 4 \| 0 \| 2 \| 2 \| 2 \| 4 \| 6 \| \| 11e \| Allemagne \| 3e meilleur troisième de groupe \| 1 \| 4 \| 0 \| 2 \| 2 \| 2 \| 3 \| 7 \| \| 12e \| Islande \| 4e meilleur troisième de groupe \| 2 \| 4 \| 0 \| 0 \| 4 \| 0 \| 1 \| 13 \| |            |                                 |     |    |   |   |   |     |    |    |
| Ligue A |            |                                 |     |    |   |   |   |     |    |    |
| Rang | Nation     | Parcours                        | Gr. | MJ | G | N | P | Pts | Bp | Bc |
| 1re | Suisse     | Meilleur premier de groupe      | 2   | 4  | 3 | 0 | 1 | 9   | 14 | 5  |
| 2e | Portugal   | 2e meilleur premier de groupe   | 3   | 4  | 2 | 2 | 0 | 8   | 5  | 3  |
| 3e | Pays-Bas   | 3e meilleur premier de groupe   | 1   | 4  | 2 | 1 | 1 | 7   | 8  | 4  |
| 4e | Angleterre | 4e meilleur premier de groupe   | 4   | 4  | 2 | 1 | 1 | 7   | 6  | 5  |
| |            |                                 |     |    |   |   |   |     |    |    |
| 5e | Belgique   | Meilleur deuxième de groupe     | 2   | 4  | 3 | 0 | 1 | 9   | 9  | 6  |
| 6e | France     | 2e meilleur deuxième de groupe  | 1   | 4  | 2 | 1 | 1 | 7   | 4  | 4  |
| 7e | Espagne    | 3e meilleur deuxième de groupe  | 4   | 4  | 2 | 0 | 2 | 6   | 12 | 7  |
| 8e | Italie     | 4e meilleur deuxième de groupe  | 3   | 4  | 1 | 2 | 1 | 5   | 2  | 2  |
| |            |                                 |     |    |   |   |   |     |    |    |
| 9e | Croatie    | Meilleur troisième de groupe    | 4   | 4  | 1 | 1 | 2 | 4   | 4  | 10 |
| 10e | Pologne    | 2e meilleur troisième de groupe | 3   | 4  | 0 | 2 | 2 | 2   | 4  | 6  |
| 11e | Allemagne  | 3e meilleur troisième de groupe | 1   | 4  | 0 | 2 | 2 | 2   | 3  | 7  |
| 12e | Islande    | 4e meilleur troisième de groupe | 2   | 4  | 0 | 0 | 4 | 0   | 1  | 13 |

## Tableau final
|  | Demi-finales                                        | Demi-finales                             |                        |     | Finale                                   | Finale                                   |
|  | Demi-finales                                        | Demi-finales                             |                        |     | Finale                                   | Finale                                   |
|  |                                                     |                                          |                        |     |                                          |                                          |
|  | 5 juin 2019 à l'Estádio do Dragão, Porto            | 5 juin 2019 à l'Estádio do Dragão, Porto |                        |     | 9 juin 2019 à l'Estádio do Dragão, Porto | 9 juin 2019 à l'Estádio do Dragão, Porto |
|  | 5 juin 2019 à l'Estádio do Dragão, Porto            | 5 juin 2019 à l'Estádio do Dragão, Porto |                        |     | 9 juin 2019 à l'Estádio do Dragão, Porto | 9 juin 2019 à l'Estádio do Dragão, Porto |
|  | Portugal                                            | 3                                        |                        |     | 9 juin 2019 à l'Estádio do Dragão, Porto | 9 juin 2019 à l'Estádio do Dragão, Porto |
|  | Portugal                                            | 3                                        |                        |     | 9 juin 2019 à l'Estádio do Dragão, Porto | 9 juin 2019 à l'Estádio do Dragão, Porto |
|  | Suisse                                              | 1                                        |                        |     | 9 juin 2019 à l'Estádio do Dragão, Porto | 9 juin 2019 à l'Estádio do Dragão, Porto |
|  | Suisse                                              | 1                                        | Portugal               | 1   |                                          |                                          |
|  | 6 juin 2019 au Stade D. Afonso Henriques, Guimarães |                                          | Portugal               | 1   |                                          |                                          |
|  |                                                     | Pays-Bas                                 | 0                      |     |                                          |                                          |
|  | Pays-Bas                                            | Pays-Bas                                 | 0                      | 3ap |                                          |                                          |
|  | Pays-Bas                                            |                                          |                        | 3ap |                                          |                                          |
|  | Angleterre                                          | 1                                        |                        |     |                                          |                                          |
|  | Angleterre                                          | 1                                        | Match pour la 3e place |     |                                          |                                          |
|  |                                                     |                                          |                        |     |                                          |                                          |
|  | 9 juin 2019 au Stade D. Afonso Henriques, Guimarães |                                          |                        |     |                                          |                                          |
|  |                                                     |                                          |                        |     |                                          |                                          |
|  | Suisse                                              | 0(5)ap                                   |                        |     |                                          |                                          |
|  | Suisse                                              | 0(5)ap                                   |                        |     |                                          |                                          |
|  | Angleterre                                          | 0(6)tab                                  |                        |     |                                          |                                          |
|  | Angleterre                                          | 0(6)tab                                  |                        |     |                                          |                                          |

### Demi-finales
| Match 1                 | Portugal                                                      | 3 - 1   | Suisse               | Estádio do Dragão, Porto                                                       |                                                                                |
| 5 juin 2019 20h45 UTC+1 | Ronaldo 25e · ( B. Silva) Ronaldo 88e · ( Guedes) Ronaldo 90e | (1 - 0) | 57e (pen.) Rodríguez | Spectateurs : 50 000 Arbitrage : Felix Brych Arbitre vidéo : Christian Dingert | Spectateurs : 50 000 Arbitrage : Felix Brych Arbitre vidéo : Christian Dingert |

| Match 2                 | Pays-Bas                                                          | 3 - 1 ap | Angleterre          | Estádio D. Afonso Henriques, Guimarães                       |                                                              |
| 6 juin 2019 20h45 UTC+1 | ( Memphis) De Ligt 73e · Walker 97e (csc) · (Memphis) Promes 114e | (0 - 1)  | 32e (pen.) Rashford | Arbitrage : Clément Turpin Arbitre vidéo : François Letexier | Arbitrage : Clément Turpin Arbitre vidéo : François Letexier |

### Match pour la troisième place
| Match 3                 | Suisse                                         | 0 - 0 ap          | Angleterre                                              | Estádio D. Afonso Henriques, Guimarães                   |                                                          |
| 9 juin 2019 15h00 UTC+1 |                                                |                   |                                                         | Arbitrage : Ovidiu Hațegan Arbitre vidéo : Michael Fabri | Arbitrage : Ovidiu Hațegan Arbitre vidéo : Michael Fabri |
| 9 juin 2019 15h00 UTC+1 | Rapport                                        |                   |                                                         | Arbitrage : Ovidiu Hațegan Arbitre vidéo : Michael Fabri | Arbitrage : Ovidiu Hațegan Arbitre vidéo : Michael Fabri |
| 9 juin 2019 15h00 UTC+1 | Zuber · Xhaka · Akanji · Mbabu · Schär · Drmić | Tirs au but 5 - 6 | Maguire · Barkley · Sancho · Sterling · Pickford · Dier | Arbitrage : Ovidiu Hațegan Arbitre vidéo : Michael Fabri | Arbitrage : Ovidiu Hațegan Arbitre vidéo : Michael Fabri |

### Finale
| Match 4                 | Portugal               | 1 - 0   | Pays-Bas | Estádio do Dragão, Porto                                                 |                                                                          |
| 9 juin 2019 20h45 UTC+1 | ( B. Silva) Guedes 60e | (0 - 0) |          | Arbitrage : Alberto Undiano Mallenco Arbitre vidéo : Alejandro Hernández | Arbitrage : Alberto Undiano Mallenco Arbitre vidéo : Alejandro Hernández |

## Buteurs
5 buts
- Haris Seferović

4 buts
- Romelu Lukaku

3 buts
- Marcus Rashford
- Sergio Ramos
- Cristiano Ronaldo
- André Silva

2 buts
- Raheem Sterling
- Michy Batshuayi
- Thorgan Hazard
- Tin Jedvaj
- Andrej Kramarić
- Saúl Ñíguez
- Rodrigo
- Antoine Griezmann
- Memphis Depay
- Quincy Promes
- Virgil Van Dijk
- Georginio Wijnaldum
- Ricardo Rodríguez

1 but
- Toni Kroos
- Leroy Sané
- Timo Werner
- Harry Kane
- Jesse Lingard
- Eden Hazard
- Paco Alcácer
- Marco Asensio
- Dani Ceballos
- Isco
- Olivier Giroud
- Kylian Mbappé
- Alfreð Finnbogason
- Cristiano Biraghi
- Jorginho
- Ryan Babel
- Matthijs de Ligt
- Jakub Błaszczykowski
- Arkadiusz Milik
- Christophe Piatek
- Piotr Zieliński
- Gonçalo Guedes
- Bernardo Silva
- Albian Ajeti
- Nico Elvedi
- Mario Gavranović
- Michael Lang
- Admir Mehmedi
- Xherdan Shaqiri
- Denis Zakaria
- Steven Zuber

Contre son camp  (csc)
- Kyle Walker (face aux Pays-Bas)
- Lovre Kalinić (face à l'Espagne)
- Kamil Glik (face au Portugal)

## Hommes du match
2 fois
| - Romelu Lukaku - Haris Seferović - André Silva |

1 fois
| - Michy Batshuayi - Tin Jedvaj - Dominik Livaković - Jordan Pickford - Raheem Sterling - Marco Asensio - Sergio Ramos | - Rodrigo - Alphonse Areola - Olivier Giroud - Antoine Griezmann - Cristiano Biraghi - Frenkie de Jong - Memphis | - Georginio Wijnaldum - Rúben Dias - Rui Patrício - Cristiano Ronaldo - Piotr Zieliński - Fabian Schär |

## Barrages de la voie de la Ligue A pour l'Euro 2020
Dans chaque ligue, les quatre meilleures équipes n'ayant pas pu se qualifier à l'issue des éliminatoires du Championnat d'Europe 2020 prennent part à des barrages durant le mois de mars 2020. Les places de barrages sont attribuées dans un premier temps aux vainqueurs de chaque groupe. Si, dans le cas échéant, ceux-ci sont déjà qualifiés pour la phase finale de l'Euro, ces places seront attribuées à l'équipe suivante la mieux classée dans la même ligue, et ainsi de suite.  Si dans une ligue, moins de quatre équipes ne sont pas qualifiées pour la phase finale du Championnat d'Europe, les places restantes, par un système de repêchage, sont attribuées à (ou aux) équipe(s) suivante(s) la(les) mieux classée(s) dans la division inférieure (s'il en est de même dans la division inférieure, d'autres équipes seront repêchées dans les divisions plus inférieures, réparties alors, selon leurs classements décroissants, dans les barrages des divisions supérieures). Si le cas échéant toutes les équipes d'une même division sont déjà qualifiées à l'issue des éliminatoires, deux équipes seront de fait qualifiées lors des barrages de la division restante la mieux classée.
Les barrages consistent en deux demi-finales en confrontation unique qui voit l'équipe la mieux classée affronter le quatrième à domicile tandis le deuxième accueille le troisième, suivis d'une finale, entre les deux vainqueurs de ces demi-finales, dont un des deux finalistes sera l'hôte. Les quatre gagnants de ces barrages prendront ainsi part à la phase finale du Championnat d'Europe, signifiant qu'au moins une équipe de chaque division de la Ligue des nations se qualifie pour la compétition.